# Герфорд
Херфорд (нім. Herford) — місто в Німеччині, знаходиться в землі Північний Рейн-Вестфалія. Підпорядковується адміністративному округу Детмольд. Входить до складу району Херфорд.
Площа — 78,95 км2. Населення становить 66 495 ос. (станом на 31 грудня 2020).

## Географії

### Адміністративний поділ
Місто  складається з 11 районів:
- Альтстедтер-Фельдмарк
- Нойстедтер-Фельдмарк
- Радевігер-Фельдмарк
- Діброк
- Айккум
- Ельфердіссен
- Фалькендік
- Геррінггаузен
- Лаар
- Шварценмор
- Штедефройнд